# キエフ国立アカデミー青少年劇場
キエフ国立アカデミー青少年劇場（ウクライナ語: Київський національний академічний Молодий театр）はウクライナの首都キーウにある青少年劇場である。1979年に設立され、1979年12月14日に開場した。翌1980年4月26日に杮落とし公演が行われた。1985年からはプロリズナ通り17番地の建物に入居している。この建物には、かつてはアパートや士官クラブ、レス・クルバスの青少年劇場、映画館コムソモーレツ・ウクライニが置かれていた。

## 歴史
本劇場の設立のきっかけは、1978年秋にウクライナ・レーニン共産主義青年同盟において、当時ウクライナ共産党第一書記でソ連共産党政治局員でもあったウラジーミル・シチェルビツキーがキーウには青少年劇場が必要だと演説したことである。これを受けて、翌1979年にはソ連文化省から青少年劇場設立を命令が下された。若い俳優が設立したモスクワのソヴレメンニク劇場やチェルニーヒウ劇場とは異なり、指導部からの命令で作られた劇場である。
開場日は劇団の顔合わせが行われた1979年12月14 日とされている。1980年4月26日に杮落とし公演が行われ、«… З весною я до тебе повернусь!»（春に帰ります！）という作品が上演された。当初はプロリズナ通り8番地のメトロバッドに置かれていたが、1985年にはプロリズナ通り17番地に移転した。さらに1995年には、1920年代の前衛演劇家で、プロリズナ通り17番に「青少年劇場（Молодий театр）」を立ち上げたレス・クルバスを記念して、「青少年劇場」と改名された。
設立以来、監督は何度も交代しているが、特に«За двома зайцями»を制作したムィハイール・スタリツキと、同劇場の看板演目である«Сватання на Гончарівці»を制作したヴィークトル・シュラコフの功績が大きい。特に後者は、30年以上経つ現在でもレパートリーに残り、550回以上上演されている。
プロリズナ通り17番への移転と「青少年劇場」への改名は当時監督を務めていたレシャ・タニュクによるもので、タニュクは«Революційний етюд»など数多くの公演を率いた。
1996年から2012年にかけて本劇場を率いたスタニスラフ・モイセーエフは、モリエールの『ドン・ジュアン』、ゴーゴリとクーリシュの『検察官』、グウォヴァツキの «Четверта сестра»、アンドルホーヴィチの『モスクワ滞在日記』、チェーホフの『ワーニャ伯父さん』の公演を成功させたことで知られる。これらの成功により、モイセーエフ自身も劇場もたちまち有名になった。モイセーエフは劇場の改革に積極的で、レパートリーが大きく刷新されたほか、外国人演出家を作品に招待したり、他国の劇場との交流が進められるようになった。また、ウクライナ国内外のさまざまな演劇祭に積極的に参加するようになった。2012年にモイセーエフはイヴァン・フランコ国立アカデミー演劇劇場の芸術監督に就任して本劇場を離れたが、15年間に渡るモイセーエフ体制は本劇場を大いに発展させた。
2012年以降はアンドリイ・ビロウスが芸術監督を務めている。シーズン毎に10本を初演し、新世代の演出家のサポートを積極的に行う他、劇場の大規模な改修を行い、ツアーや演劇祭での活動のための仕組みを構築している。このような取り組みによりレパートリーは年々拡大しており、大舞台と小舞台に加えて、2014年にはデビューする演出家や俳優のための小劇場がオープンした。
2014年には欧州劇場会議の会員となり、国際プロジェクトにも参加して西欧諸国の劇場や芸術監督との交流が図られるようになった。作家のアレクサンダー・イルヴァネツやユーリー・アンドルホーヴィチ、舞台美術のセルゲイ・マスロボイシュチコフやアンドレイ・ドチェフスキー、芸術家のアレクサンダー・ヴォイトヴィッチなど、著名な作家らとのコラボレーションを行っている。イヴァン・カルペンコ＝カリー、サミュエル・ベケット、アンドレイ・プラトーノフ、ヤヌシュ・グウォヴァツキ、ウィリアム・サローヤン、フリードリヒ・フォン・シラー、エリック＝エマニュエル・シュミット、アントン・チェーホフ、マーティン・マクドナーなど古典劇から現代劇まで幅広いレパートリーを有している。
2019年5月7日にウクライナ大統領令により国立劇場の地位を与えられた。